# Пригородный сельсовет (Ставропольский край)
Пригородный сельсовет — упразднённое муниципальное образование в составе Предгорного района Ставропольского края России.
Административный центр — посёлок Железноводский.

## География
Пригородный сельсовет расположен в юго-восточной части Ставропольского края. На его территории имеются незначительные водоемы (пруды). Рельеф муниципального образования гористый, природные ресурсы предоставлены плодородными почвами. Имеются незначительные лесные массивы, покрывающие гору Бык (817 м) и Верблюд (885 м).
Пригородный сельсовет граничит с Минераловодским районом Ставропольского края и городом Железноводском. А также с Винсадским и Новоблагодарненским сельсоветами Предгорного района Ставропольского края.

## История
С 16 марта 2020 года, в соответствии с Законом Ставропольского края от 31 января 2020 г. № 12-кз, все муниципальные образования Предгорного муниципального района были преобразованы путём их объединения в единое муниципальное образование Предгорный муниципальный округ.

## Символика
Герб и флаг сельского поселения утверждены решением Совета депутатов муниципального образования Пригородного сельсовета Предгорного района Ставропольского края от 29 июня 2011 года № 36-272 и 29 декабря 2011 года, после прохождения экспертизы в Геральдическом совете при Президенте РФ, внесены в Государственный геральдический регистр (герб под номером 7309, флаг под номером 7310):235.
Геральдическое описание герба гласило: «В лазоревом щите под серебряной стенозубчатой вершиной о четырёх зубцах, две золотые, скрещённые клинками вверх казачьи шашки, сопровождаемые по сторонам четырьмя серебряными горами в последовательности 1:2:1».
Герб являлся «гласным», поскольку одна из его фигур — вершина с четырьмя зубцами — символизировала «значение „город“ (вытекающее из названия настоящего муниципального образования)». Две скрещённые казачьи шашки олицетворяли посёлок Железноводский, в прошлом располагавшийся на землях Терского казачества; четыре горы — «окружающие горы-лакколиты, а также четыре поселения, входящие в Пригородный сельсовет»:234.
Флаг представлял собой светло-синее полотнище с соотношением сторон 2:3, несущее в себе полностью повторяющуюся композицию герба.
Разработку символики сельсовета осуществил член Союза художников Игорь Леонидович Проститов:234.

## Население
| 1989  | 2002  | 2010  | 2011  | 2012  | 2013  | 2014  | 2015  |
| ----- | ----- | ----- | ----- | ----- | ----- | ----- | ----- |
| 2928  | ↗3368 | ↗3419 | ↗3420 | ↗3452 | ↗3469 | ↗3511 | ↘3465 |
| 2016  | 2017  | 2018  | 2019  | 2020  |       |       |       |
| ↗3495 | ↘3465 | ↗3500 | ↘3495 | ↘3420 |       |       |       |

## Состав сельского поселения
| № | Населённый пункт | Тип населённого пункта          | Население |
| - | ---------------- | ------------------------------- | --------- |
| 1 | Быкогорка        | хутор                           | ↘1141     |
| 2 | Верблюдогорка    | хутор                           | ↗100      |
| 3 | Воронов          | хутор                           | ↘300      |
| 4 | Железноводский   | посёлок, административный центр | ↗1765     |
| 5 | Порт-Артур       | хутор                           | ↘91       |

## Местное самоуправление
Представительный орган — Совет депутатов муниципального образования Пригородного сельсовета состоит из 10 депутатов.